# Гулд, Морган
Морган Леонард Гулд (англ. Morgan Leonard Gould, родился 23 марта 1983 года в Соуэто) — южноафриканский футболист, центральный защитник клуба «Стелленбос». Сын футболиста Гудинафа Нкомо, игравшего за клубы «Кайзер Чифс» и «Пеньяроль»

## Клубная карьера
Уроженец Соуэто, Гулд начал игровую карьеру в 2001 году в составе клуба «Джомо Космос», перейдя оттуда в «Суперспорт Юнайтед» в 2008 году. В мае 2012 года было объявлено о его переходе в «Кайзер Чифс»; в июле он перешёл туда за 8,4 млн. рандов. 5 августа 2012 года он дебютировал матчем против «Мамелоди Сандаунз» (поражение 1:4).
Первый гол за «вождей» он забил в ворота «Бидвест Витс» в кубковом матче (победа 3:0), отличившись на 49-й минуте и нанеся удар головой у ближней штанги (в том же матче свой первый гол забил Сибонисо Гакса в первом тайме); в тот же день клуб «Орландо Пайретс» проиграл сенсационно команде 2-го дивизиона «Малути Колледж». В сезоне 2012/2013 он сыграл 721 минуту (9 матчей) из-за повреждения ахиллова сухожилия и травмы колена. В июле 2016 года он вернулся в клуб «Суперспорт Юнайтед», который тренировал Стюарт Бакстер, работавший в «Кайзер Чифс» и бывший наставником Гулда. В сезоне 2016/2017 он дебютировал в матче против «Платинум Старс» (поражение 0:1).

## Карьера в сборной
В сборной ЮАР Гулд играл с 2008 по 2017 годы, числился в заявке на Кубок конфедераций 2009 (4-е место). Единственный гол забил 9 июня 2012 года в ворота Ботсваны в отборе к чемпионату мира 2014 года в Бразилии (ничья 1:1).